# Shtupeq i Vogël
Shtupeq i Vogël (albanisch auch Shtupeqi i Vogël bzw. Shtupeç/i i Vogël, serbisch Мали Штупељ Mali Štupelj) ist ein Dorf im Westen des Kosovo in der Gemeinde Peja. Es liegt in der Rugova-Schlucht im Gebiet des Nationalparks Bjeshkët e Nemuna, der Teile der Albanischen Alpen schützt. Das Dorf liegt am nördlichen Talhang über der Pećka Bistrica.
Gemäß der 2011 durchgeführten Volkszählung ist Shtupeq i Vogël unbewohnt. Es gibt aber zahlreiche Alphütten und Ferienhäuser.

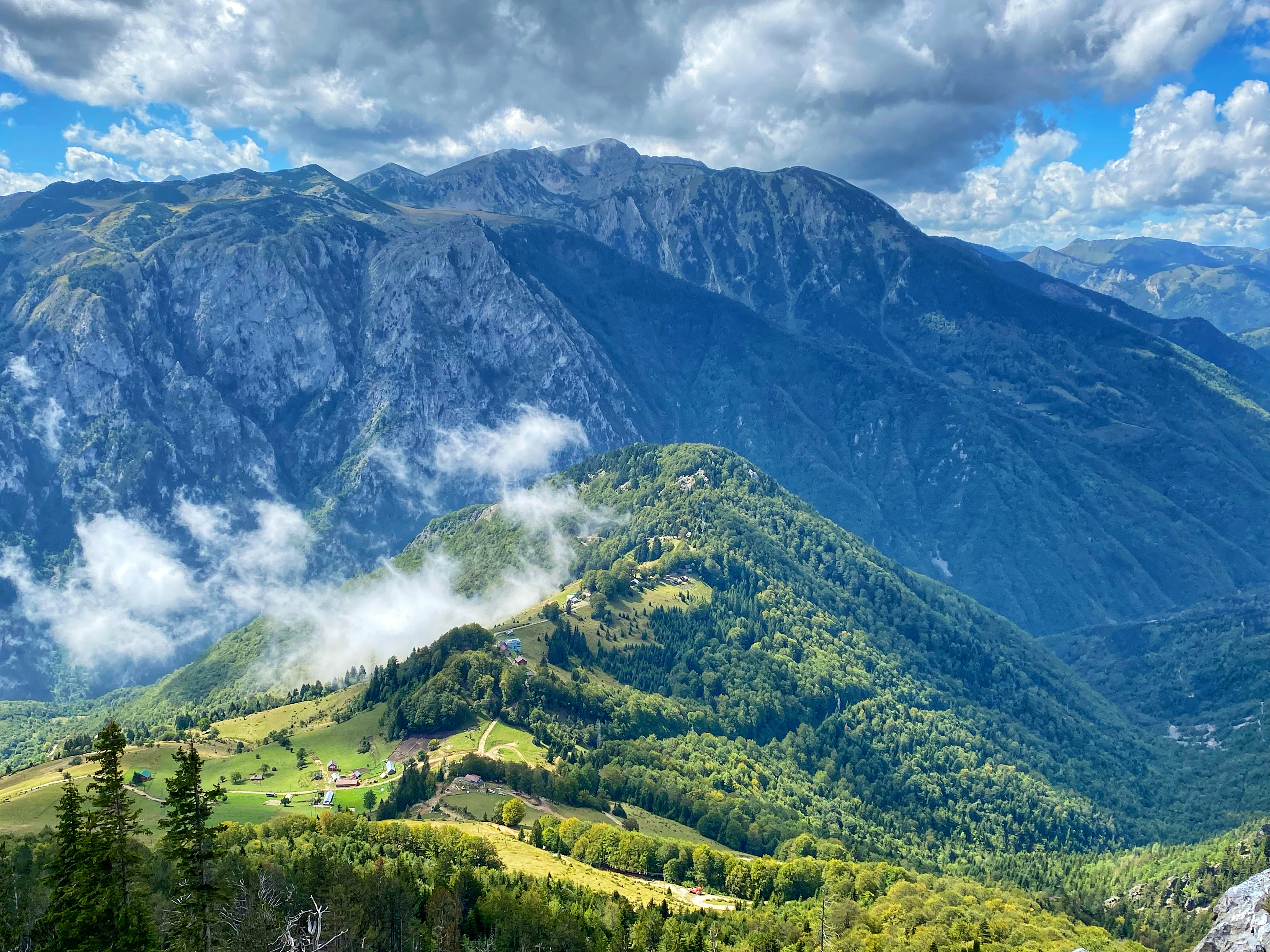
Berge in Shtupeq i Vogël

| Census    | 1948 | 1953 | 1961 | 1971 | 1981 | 1991 | 2011 |
| --------- | ---- | ---- | ---- | ---- | ---- | ---- | ---- |
| Einwohner | 185  | 130  | 94   | 95   | 38   | 106  | 0    |